# Minúscula 23
Minúscula 23 (en la numeración Gregory-Aland), ε 1183 (Soden) es un manuscrito griego en minúsculas del Nuevo Testamento escrito en vitela (pergamino). Es datado paleográficamente en el siglo XI. Tiene marginalia.

## Descripción
El códice contiene un texto de los cuatro Evangelios, con algunas lagunas (Mateo 1:1-5, 7-16; Lucas 24:42-53; Juan 1:1-2:20; Juan 21:24-25), en 230 hojas de pergamino (23 cm por 18.4 cm). El texto está escrito en una columna por página, 22 líneas por página. Las letras iniciales están en oro y color.
El texto de los Evangelios está dividido de acuerdo a los κεφαλαια (capítulos), cuyos números se colocan al margen del texto, y los τιτλοι (títulos) en la parte superior de las páginas. También hay otra división de acuerdo con las más pequeñas Secciones Amonianas (sin referencias a los Cánones de Eusebio).
Contiene tablas de los κεφαλαια (tablas de contenidos) antes de cada Evangelio y marcas de leccionario en el margen (para uso litúrgico). Tiene la versión de la Vulgata latina hasta Lucas 4:18.

## Texto
El texto griego del códice es representativo del tipo textual bizantino. Aland lo colocó en la Categoría V.
Según el Perfil del Método de Claremont representa a la familia textual Kx en Lucas 10. En Lucas 1 y Lucas 20 (débilmente) representa al grupo textual Π1441.
El versículo de Juan 21:25 es omitido.

## Historia
El manuscrito fue escrito probablemente en Italia. Está datado por el INTF en el siglo XI.
Fue parcialmente examinado y estudiado por Griesbach y Scholz (solamente 186 versículos). Fue examinado y descrito por Paulin Martin. C. R. Gregory vio el manuscrito en 1885.
Se encuentra actualmente en la Bibliothèque nationale de France (Gr. 77) en París.